# Семене
Семене (пол. Siemienie) — село в Польщі, у гміні Дробін Плоцького повіту Мазовецького воєводства.
Населення — 101 особа (2011).
У 1975-1998 роках село належало до Плоцького воєводства.

## Демографія
Демографічна структура станом на 31 березня 2011 року:
|          | Загалом | Допрацездатний вік | Працездатний вік | Постпрацездатний вік |
| -------- | ------- | ------------------ | ---------------- | -------------------- |
| Чоловіки | 50      | 14                 | 28               | 8                    |
| Жінки    | 51      | 11                 | 30               | 10                   |
| Разом    | 101     | 25                 | 58               | 18                   |